# Трефолєв Леонід Миколайович
Трефолєв Леонід Миколайович (рос. Леонид Николаевич Трефолев, 9 [21] вересня 1839 Любим, Ярославська губернія — 28 листопада [11 грудня] 1905 Ярославль, Російська імперія) — російський письменник, поет і перекладач, публіцист, краєзнавець.

## Біографія
Закінчив курс в Ярославській гімназії (1856) і ярославському Демидівському юридичному ліцеї. Майже все життя прожив в Ярославлі.
З 1856 по 1866 рік — помічник редактора, з 1866 по 1871 рік — редактор неофіційної частини «Ярославських губернських відомостей». Служив деякий час в Ярославському губернському правлінні. З 1872 року до смерті служив в Ярославському земстві.
З 1857 року почав друкуватися в газеті «Ярославські губернські відомості». За кілька років там були надруковані його вірші («Іван Сусанін», «Катання» та ін.) і переклади («Добра бабуся» Беранже). З 1864 року Трефолєв починає друкуватися в столичних виданнях: «День», «Дело», «Іскра», «Розвага», «Народний голос», «Вітчизняні записки» (в 1880-е), «Вісник Європи», «Спостерігач», «Російська думка» та інших. З 1872 року редагував «Вісник Ярославського губернського земства».
У 1900 році і в 1903—1905 роках був головою Ярославській губернської вченої архівної комісії.
Перекладав вірші слов'янських і польських поетів (найбільше В. Сирокомлі). Переклад вірша «Ямщик» («Листоноша») В. Сирокомлі під назвою «Коли я на пошті служив ямщиком» став народною піснею.
Леонід Миколайович також перекладав на російську мову вірші П. Дюпона, Г. Гейне, Г. Гервега, Т. Шевченко.